# Äspskäret, Larsmo
Äspskäret med den lilla, före detta ön Storkubban i söder är en ö i Finland. Den ligger i Bottenviken och i kommunerna Larsmo och Karlebyi landskapen Österbotten och Mellersta Österbotten, i den nordvästra delen av landet. Ön ligger omkring 100 kilometer nordöst om Vasa och omkring 420 kilometer norr om Helsingfors.
Öns area är 1,03 kvadratkilometer och dess största längd är 1,7 kilometer i öst-västlig riktning.

## Klimat
Inlandsklimat råder i trakten. Årsmedeltemperaturen i trakten är 1 °C. Den varmaste månaden är juli, då medeltemperaturen är 16 °C, och den kallaste är februari, med −13 °C.